# Italienische Fußballmeisterschaft 1898

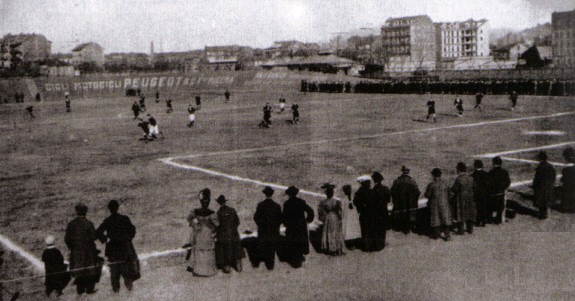
Das Velodromo Umberto I in Turin, Spielort während der ersten Meisterschaft

Die Italienische Fußballmeisterschaft 1898 war die erste italienische Fußballmeisterschaft, die von der Federazione Italiana Football (FIF) ausgetragen wurde, welche kurz zuvor gegründet worden war.

## Organisation
Als teilnehmende Teams wurden die stärksten Mannschaften gewählt, die zu den Gründungsmitgliedern der FIGC gehörten. Dies waren zu jener Zeit die Turiner Vereine Internazionale Torino, FC Torinese und Società Ginnastica Torino sowie der CFC Genua. Nicht berücksichtigt wurde dagegen der heutige Rekordmeister Juventus Turin, der damals klar im Schatten der drei teilnehmenden Turiner Vereine stand.
Das Turnier wurde am 8. Mai 1898 im Velodromo Umberto I von Turin ausgetragen. Die Halbfinalpaarungen fanden am Morgen statt, die beiden Gewinner trafen dann am Nachmittag aufeinander. Der Sieger erhielt als Trophäe die Coppa Duca degli Abruzzi, die ihm vom Herzog der Abruzzen Luigi Amedeo di Savoia-Aosta, einem Neffen des Königs Umberto I., übergeben wurde. Die Spiele fanden damals vor ca. 100 Zuschauern statt, die 197 Lire pro Platz bezahlten.

## Teilnehmer
- CFC Genua
- Football Club Torinese
- Internazionale Torino
- Società Ginnastica Torino

## Resultate

### Halbfinale
|                       | Ergebnis |             |
| --------------------- | -------- | ----------- |
| Internazionale Torino | 1:0      | FC Torinese |
| Ginnastica Torino     | 0:2      | CFC Genua   |

### Finale
|                       | Ergebnis  |           |
| --------------------- | --------- | --------- |
| Internazionale Torino | 1:2 n. V. | CFC Genua |

Das Finale wurde in der Verlängerung durch ein Tor von Norman Victor Leaver entschieden.

## Meister
| Meister   |
| CFC Genua |

| Tor: - William Baird Abwehr: - Ernesto De Galleani - Fausto Ghigliotti Mittelfeld: - Edoardo Pasteur I - James Richardson Spensley - Ettore Ghiglione | Angriff: - John Quertier Le Pelley - Silvio Piero Bertollo - Henri Dapples - Giovanni Bocciardo - Norman Victor Leaver Ersatz: - Enrico Rossi Spielertrainer: - James Richardson Spensley |

## Torschützenliste
| Pl. | Name                      | Verein                | Tore |
| --- | ------------------------- | --------------------- | ---- |
| 1   | Enrico Rossi              | CFC Genua             | 2    |
| 2   | Edoardo Bosio             | Internazionale Torino | 1    |
| 2   | Giovanni Cole             | Internazionale Torino | 1    |
| 2   | Norman Victor Leaver      | CFC Genua             | 1    |
| 2   | James Richardson Spensley | CFC Genua             | 1    |